# Victini
Victini is een Pokémon uit Pokémon Black & White. Victini wordt in het spel omschreven als "overwinningsster." Victini komt ook uit een speciaal ei waar er maar een van is in de pokémonwereld. Victini is net zoals Deoxys een pokémon uit de ruimte. Het is een konijn-muisachtig wezen met rode oren.

## Biologie

### Fysiologie
Victini is een kleine, knaagdierachtige Pokémon. Zijn lange, puntige oren vormen een letter V, mogelijk in referentie naar zijn naam of de generatie waarin hij geïntroduceerd is. Victini's ogen zijn groot in verhouding tot zijn hoofd, en zijn diep blauw van kleur. Ook zijn rond hoofd is zeer groot in verhouding tot zijn kleine lijf, en roomkleurig, terwijl zijn oren, kuif en handen en voeten oranje zijn. Zijn bolvormige armen en voeten zijn afgerond tot een soort "kraag" voor ze eindigen in kleine, drie-vingerige handen en twee-tenige voeten. Victini's twee vleugelachtige staarten schenken hem de eigenschap tot vliegen.

#### Verschillen in geslacht
Victini is geslachtsloos.

### Speciale eigenschappen
Er wordt gezegd dat Victini overwinningen brengt aan de Trainer die hem bezit. Hij produceert oneindige energie in zichzelf en deelt dat met andere door middel van aanraking. Victini kan zich ook onzichtbaar maken wanneer hij dat wenst.
Victini is de enige Pokémon die de aanvallen Searing Shot ("Vlammenschot") en V-create ("V-generator") kan leren.

### Gedrag
Victini heeft een erg zorgzaam karakter; hoewel hij meestal verlegen is, zal hij hevig vechten als zijn vrienden bedreigd worden.

### Habitat
Victini leeft op een klein eiland, genaamd Liberty Garden. Hij woont in de kelder van de vuurtoren op het eiland.

### Dieet
In Pokémon The Movie: White—Victini and Zekrom, wordt Victini getoond, genietend van macarons.

## In dePokémonspellen
Victini maakt zijn eerste opwachting in de spellen Pokémon Black en Pokémon White voor de Nintendo DS. Victini's hoofdaanval heet V-create. V-create is ook de sterkste vuuraanval. Zijn andere kenmerkende aanval heet Searing Shot, wederom een zeer krachtige vuuraanval met 100% nauwkeurigheid.
Victini kan worden verkregen door een wifi-evenement. Hierbij ontvangt de speler een item dat de Liberty Pass heet. Als je op een boot stapt in Castelia City dan brengen ze je naar Liberty Garden, de plaats waar je Victini kan vangen. Dan staat hij als nummer 000 in je Unovadex en als nummer 494 in je Nationaaldex. Victini is een Pokémon die op een van de laagste levels te vangen is; namelijk op level 15. De Liberty Pass was alleen van 5 maart tot 10 april 2011 bij iedere Toys XL (Nederland) en Game Mania (België) verkrijgbaar.

## Ruilkaartenspel
Er bestaan vijf standaard Victini kaarten, één ervan met het type Psychic en drie met Fire als element. Twee van de Fire-type kaarten zijn enkel in Japan uitgebracht.

## Films
Victini heeft een hoofdrol in de veertiende Pokémon-film, Pokémon 14: Victini en de Zwarte Held Zekrom & Victini en de Witte Held Reshiram, waarin victini in gevaar is en de Pokémon Reshiram en Zekrom hem redden.